# سباستيان تابوردا
سباستيان تابوردا (بالإسبانية: Sebastián Taborda)‏ هو لاعب كرة قدم أوروغواياني في مركز الهجوم، ولد في 22 مايو 1981 في مونتيفيديو في الأوروغواي. شارك مع منتخب الأوروغواي لكرة القدم. أما مع النوادي، فقد لعب مع ديبورتيفو لاكورونيا وديفينسور سبورتينغ وريفر بليت ونادي أونيفرسيداد كاتوليكا ونادي أونيفرسيداد ناسيونال ونادي إيركوليس وناسيونال مونتيفيديو ونيولز أولد بويز.

## وصلات خارجية
- سباستيان تابوردا على موقع إي إس بي إن إف سي (الإنجليزية)
- سباستيان تابوردا على موقع قاعدة بيانات كرة القدم.إي يو (الإنجليزية)
- سباستيان تابوردا على موقع ناشيونال فوتبول تيمز (الإنجليزية)
- سباستيان تابوردا على موقع Soccerway.com (الإنجليزية)
- سباستيان تابوردا على موقع AS.com (الإسبانية)